# 荃錦交匯處
荃錦交匯處是香港新界荃灣區的一個交流道。荃錦交匯處為順時針圓環，設3條行車線，全長450米，設6個出口，可通往沙田、葵涌、九龍、荃灣、屯門、錦田及石崗各地。整個荃錦交匯處都是新界的士指定可行走路線。

## 歷史
作為荃灣新市鎮綜合發展計劃的其中一部分，德士古道於1981年3月31日上午11時延長到荃錦交匯處，同時爲配合地下鐵路荃灣綫工程，荃錦公路自與青山公路原有的路口起至石圍角邨附近的一段在1981年4月1日上午11時也被禁止行車，荃錦公路的南行車輛因此需要改經荃錦交匯處。荃錦交匯處後於1983年11月4日獲正式命名。

## 走線及連接道路
荃錦交匯處為順時針迴旋處，設3條行車線，全長450米，屬香港9號幹線的象鼻山路在其下方穿過。荃錦交匯處設6個出口，分別連接象鼻山路、荃錦公路、德士古道北、蕙荃路與大河道北，可通往沙田、葵涌、九龍、荃灣、屯門、錦田及石崗各地。整個荃錦交匯處都是新界的士指定可行走路線。

## 行人設施
荃錦交匯處設3條行人隧道供綠楊新邨、石圍角邨、海壩村南台及馬閃排路等地的行人越過荃錦交匯處，而3條行人隧道之間設行人天橋互相連接。

## 交通黑點
荃錦交匯處的象鼻山路出入口與德士古道北出入口處是香港運輸署所界定的路口交通黑點。駕駛者在荃錦交匯處往往會不讓路，甚至不顧危險，隨意切線，導致交通意外頻生，如2010年荃錦交匯處即發生18宗交通意外。